# Исраилова, Эзазхон
Эзазхо́н Исраи́лова (узб. Eʼzozxon Isroilova; род. 1923 год, кишлак Кизил-Юлдуз, Избасканский район, Андижанская область, Узбекская ССР — неизвестно, Узбекская ССР) — хлопковод, председатель колхоза имени Молотова Московского района Андижанской области, Узбекская ССР. Герой Социалистического Труда (1957). Депутат Верховного Совета Узбекской ССР 2 — 6 созывов.

## Биография
Родилась в 1923 году в крестьянской семье в кишлаке Кизил-Юлдуз Избасканского района. С 1941 по 1945 года трудилась рядовой колхозницей в колхозе «Узбекистан» (бывший колхоз «Коммунизм»). С 1945 года — бригадир хлопководческой бригады в этом же колхозе. В 1965 году окончила Ташкентский сельскохозяйственный институт. Трудилась главным агрономом Управления сельского хозяйства Избасканского района. В последующем была избрана председателем колхоза имени Молотова Избасканского района.
Вывела колхоз в число передовых хлопководческих хозяйств Андижанской области. При её руководстве в колхозе возросла площадь хлопковой плантации с 150 до 1550 гектаров, урожайность возросла с 13 центнеров с каждого гектара до 36 центнеров с каждого гектара. Указом Президиума Верховного Совета СССР «О присвоении звания Героя Социалистического Труда колхозникам, колхозницам, работникам машинно-тракторных станций, совхозов, партийным и советским работникам Узбекской ССР» от 11 января 1957 года удостоена звания Героя Социалистического Труда за «выдающиеся успехи, достигнутые в деле развития советского хлопководства, широкое применение достижений науки и передового опыта в возделывании хлопчатника, получение высоких и устойчивых урожаев хлопка-сырца» с вручением ордена Ленина и золотой медали «Серп и Молот».
Избиралась депутатом Верховного Совета Узбекской ССР 2 — 6 созывов (1947—1966).
Дальнейшая судьба не известна.
Награды
- Герой Социалистического Труда
- Орден Ленина
- Орден Трудового Красного Знамени